# Thomas Ulmer

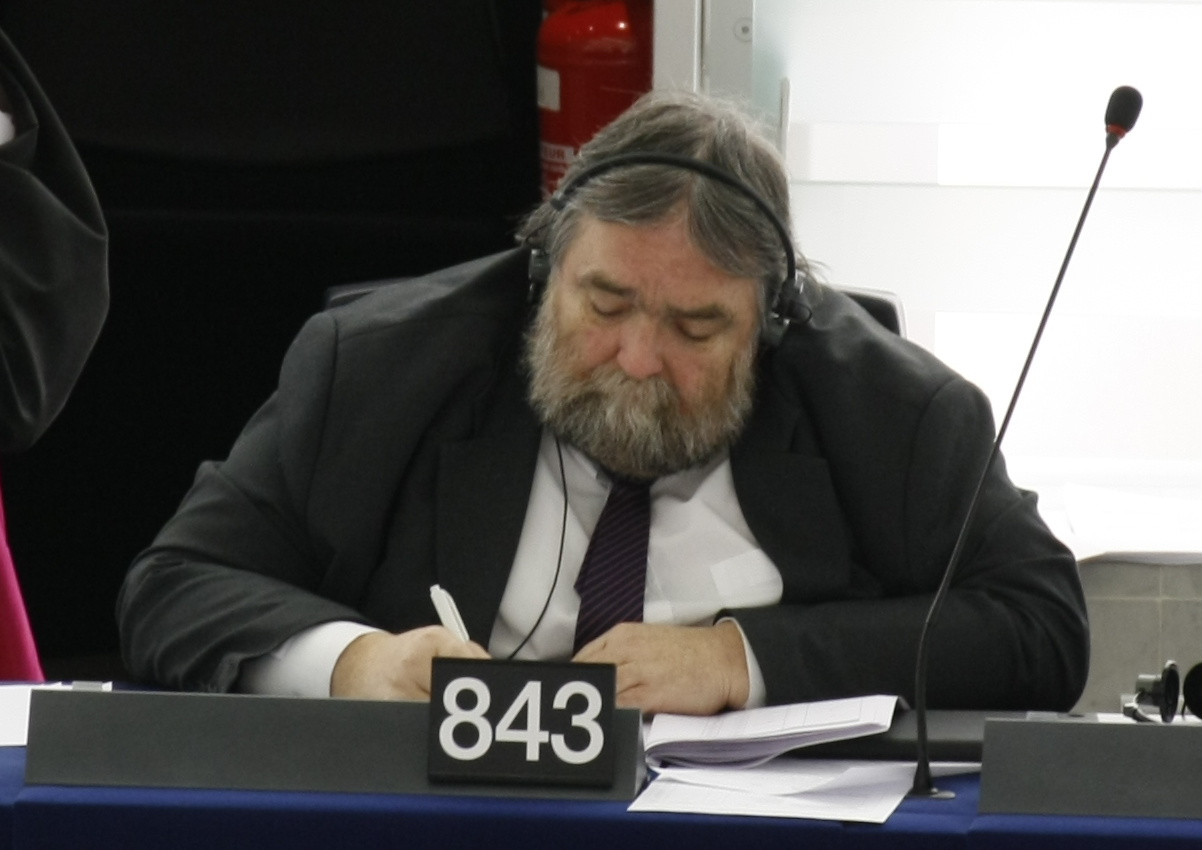
Thomas Ulmer (2014)

Thomas Ulmer (* 25. Juli 1956 in Karlsruhe) war von 2004 bis 2014 Europaabgeordneter der CDU für Baden-Württemberg in der Europäischen Volkspartei.
Ulmer studierte von 1976 bis zur Promotion 1982 Medizin in Heidelberg, Mannheim und Freiburg. Von 1986 bis 1988 absolvierte Ulmer die Weiterbildung zum Facharzt für Allgemeinmedizin, sowie Weiterbildungen in den Bereichen Sportmedizin, Betriebsmedizin, Strahlenschutz und Notfallmedizin. 1986 eröffnete Ulmer eine allgemeinmedizinische Praxis.

## Politische Laufbahn
Seit 1984 ist Ulmer Stadtrat in Mosbach. Seit 2002 ist er Fraktionsvorsitzender der CDU. Im gleichen Jahr wurde er außerdem Mitglied des Kreistages des Neckar-Odenwald-Kreises. Dieses Amt übte er bis 1994 aus. Nach fünf Jahren Pause sitzt Ulmer seit 1999 wieder im Kreistag. Bei der Volksbank e. G. in Mosbach ist er seit 1998 stellvertretender Aufsichtsratsvorsitzender.
1990 übernahm Ulmer das Amt des stellvertretenden Kreisvorsitzenden der CDU Neckar-Odenwald-Kreis. 1999 wurde er Mitglied im Bezirksvorstand CDU Nordbaden, ein Jahr später gesundheitspolitischer Sprecher der CDU Nordbaden.
Im Europaparlament ist Ulmer Mitglied im Ausschuss für Umweltfragen, Volksgesundheit und Lebensmittelsicherheit, Stellvertreter für den Ausschuss für regionale Entwicklung, Mitglied der Delegation für die Beziehungen zu der Koreanischen Halbinsel, sowie Stellvertretender Vorsitzender für die Delegation für die Beziehungen zu der Schweiz, Island und Norwegen sowie zum Gemischten Parlamentarischen Ausschuss Europäischer Wirtschaftsraum (EWR).

## Mitgliedschaften
Ulmer ist Mitglied der Europa-Union Parlamentariergruppe Europäisches Parlament.